# Institut d'astrophysique des Canaries
Pour les articles homonymes, voir IAC.

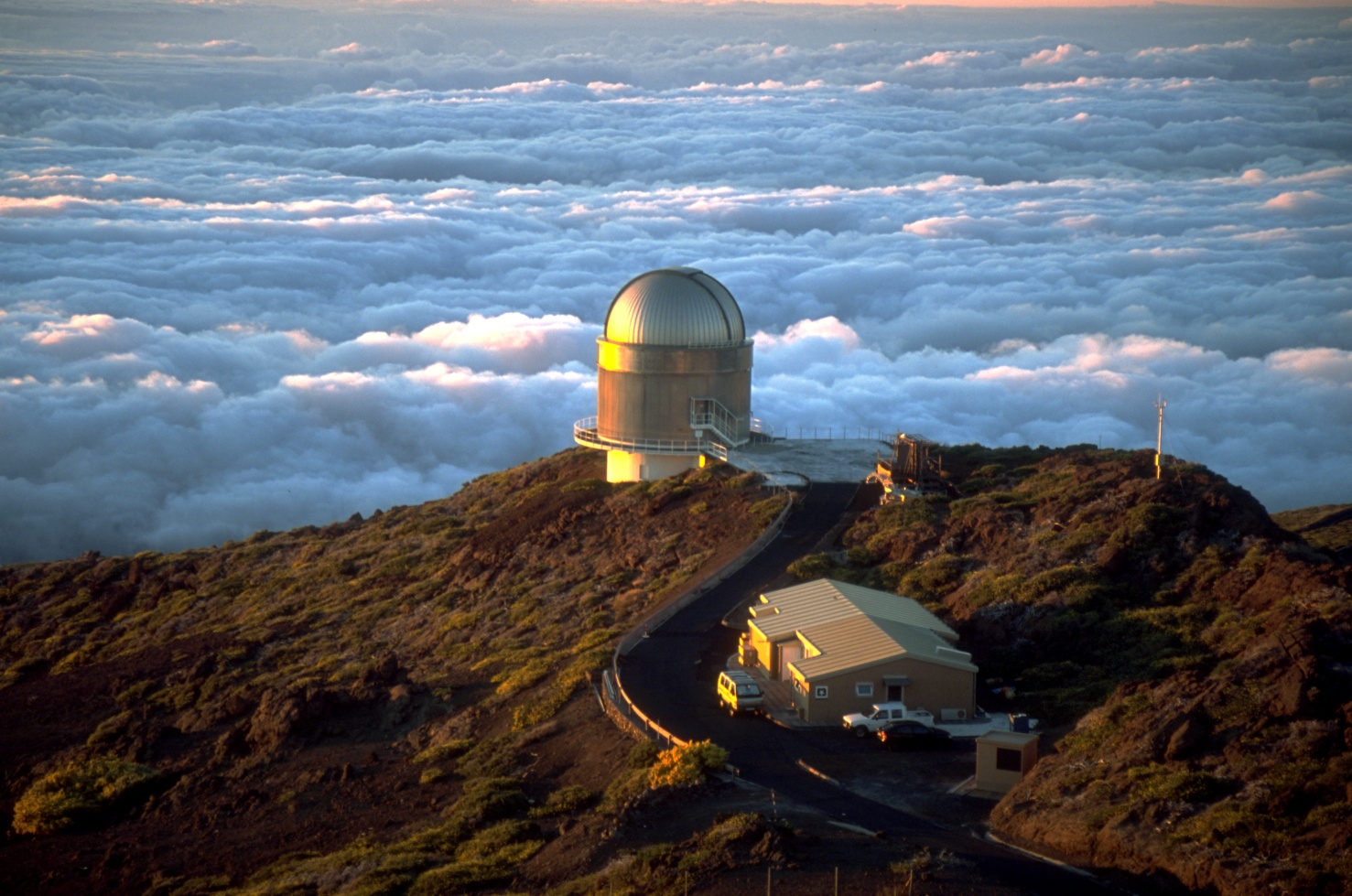
Le télescope Nordic Optical Telescop (NOT) à l'observatoire du Roque de los Muchachos

L'Institut d'astrophysique des Canaries (en espagnol Instituto de Astrofísica de Canarias), en abrégé IAC, est un institut de recherche en astrophysique situé sur Tenerife, dans les îles Canaries. Il fut fondé en 1975 à l'Université de La Laguna.
Il gère deux observatoires astronomiques sur les îles Canaries :
- l'observatoire du Roque de los Muchachos, sur La Palma
- l'observatoire du Teide, sur Tenerife.

## Président honoraire
En 2016, le scientifique anglais Stephen Hawking a été nommé professeur honoraire de l'Institut d'astrophysique des Canaries. Il s'agit de la première distinction de ce type accordée par ce centre,.

## Honneurs
L'astéroïde (175625) Canaryastroinst a été nommé en son honneur.